# William Sadler
William Thomas Sadler (Buffalo, 13 de abril de 1950) é um ator americano de cinema e televisão. Entre os papeis de destaque que interpretou estão Lewis Burwell "Chesty" Puller, em The Pacific, Luther Sloan, em Star Trek Deep Space Nine, e o xerife Jim Valenti em Roswell. 

## Biografia

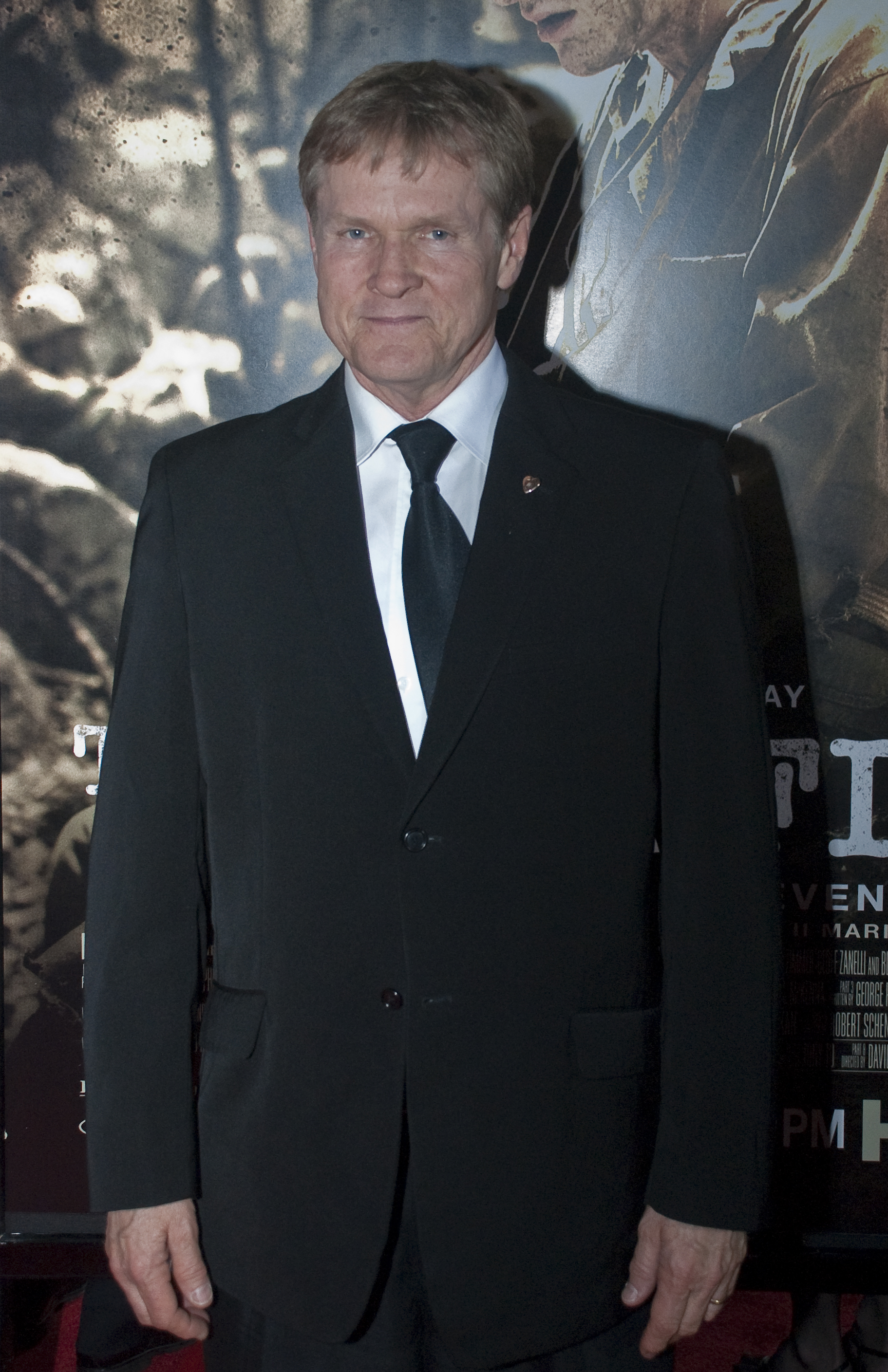
Sadler em 2010.

Sadler nasceu em Buffalo, Nova York, filho de Jane e William Sadler. Desde cedo acostumou-se a se apresentar diante do público; fez sucesso tocando diversos instrumentos durante seu período na escola Orchard Park, assumindo o personagem de Banjo Bill Sadler, um cantor que empunhava um banjo e fazia piadas enquanto tocava. Suas performances eram apreciadas tanto por estudantes quanto professores, que o convenceram a participar de um teste para uma peça dirigida pelo seu professor de inglês. No papel, realizou a descoberta pessoal de que gostaria de seguir a carreira de ator, e após sua formatura matriculou-se no campus de Geneseo da Universidade do Estado de Nova York. Em seguida passou dois anos na Universidade Cornell, onde obteve um mestrado em Interpretação com Comunicações Verbais como cadeira de interesse secundário. É um professor de fala certificado, com uma habilidade particular para sotaques. 

## Trabalhos

### Cinema
| Filme | Filme                              | Filme                               | Filme                                                      |
| Ano   | Filme                              | Papel                               | Obs.                                                       |
| ----- | ---------------------------------- | ----------------------------------- | ---------------------------------------------------------- |
| 1982  | Hanky Panky                        | Funcionário do hotel                |                                                            |
| 1986  | Off Beat                           | Dickson                             |                                                            |
| 1987  | Project X                          | Dr. Carroll                         |                                                            |
| 1989  | K-9                                | Vendedor de carros Don              |                                                            |
| 1990  | Hard to Kill                       | Senador Vernon Trent                |                                                            |
| 1990  | Die Hard 2                         | Coronel Stuart                      |                                                            |
| 1990  | The Hot Spot                       | Frank Sutton                        |                                                            |
| 1991  | Bill & Ted's Bogus Journey         | Morte/Membro da família inglesa     | Saturn Award de melhor ator coadjuvante                    |
| 1991  | Rush                               | Monroe                              |                                                            |
| 1992  | Trespass                           | Don Perry                           |                                                            |
| 1993  | Freaked                            | Dick Brian                          |                                                            |
| 1994  | The Shawshank Redemption           | Heywood                             | br: Um Sonho de Liberdade / pt: Os Condenados de Shawshank |
| 1995  | Tales from the Crypt: Demon Knight | Brayker                             |                                                            |
| 1996  | Bordello of Blood                  | A Múmia                             |                                                            |
| 1996  | Solo                               | Coronel Frank Madden/Solo melhorado |                                                            |
| 1997  | RocketMan                          | Wild Bill' Overbeck                 |                                                            |
| 1998  | Ambushed                           | Jim Natter                          |                                                            |
| 1998  | Disturbing Behavior                | Dorian Newberry                     |                                                            |
| 1998  | Reach the Rock                     | Quinn                               |                                                            |
| 1999  | Stealth Fighter                    | Adm. Frank Peterson                 |                                                            |
| 1999  | The Green Mile                     | Klaus Detterick                     | br/pt: À Espera de um Milagre                              |
| 2001  | Skippy                             | Ringo                               |                                                            |
| 2002  | Another Life                       | Man                                 | Curta-metragem                                             |
| 2003  | The Battle of Shaker Heights       | Abraham 'Abe' Ernswiler             |                                                            |
| 2004  | Kinsey                             | Kenneth Braun                       |                                                            |
| 2005  | Purple Heart                       | Coronel Allen                       |                                                            |
| 2005  | Devour                             | Ivan Reisz                          | br: Adoradores do Diabo / pt: Rituais Satânicos            |
| 2005  | Confess                            | Roger Lampert                       |                                                            |
| 2006  | Unspoken                           | Dad                                 |                                                            |
| 2006  | Jimmy and Judy                     | Uncle Rodney                        |                                                            |
| 2006  | Premium                            | Cole Carter                         |                                                            |
| 2006  | The Wine Bar                       | Barman                              | Curta-metragem                                             |
| 2007  | A New Wave                         | Sr. Dewitt                          |                                                            |
| 2007  | August Rush                        | Thomas Novacek                      | br: O Som do Coração / pt: August Rush - O Som do Coração  |
| 2007  | The Mist                           | Jim Grondin                         | br: O Nevoeiro                                             |
| 2008  | Eagle Eye                          | William Shaw                        | br: Controle Absoluto / pt: Olhos de Lince                 |
| 2008  | The Good Student                   | Honest Phil Palmer                  |                                                            |
| 2009  | Stream                             | Dr. Shelby                          | Curta-metragem                                             |
| 2009  | Shadowheart                        | Thomas Conners                      | Lançado em DVD                                             |
| 2009  | The Hills Run Red                  | Wilson Wyler Concannon              |                                                            |
| 2009  | Last Day of Summer                 | Mr. Crolick                         |                                                            |
| 2009  | Beyond All Boundaries              | Lt. Col. Lewis 'Chesty' Puller      | Voz Curta-metragem                                         |
| 2009  | Red & Blue Marbles                 | John                                |                                                            |
| 2009  | Silent But Deadly                  | John Capper                         |                                                            |
| 2010  | Melvin Smarty                      | Bob                                 |                                                            |
| 2020  | Bill & Ted Face the Music          | Morte                               |                                                            |

### Televisão
| Televisão  | Televisão                                        | Televisão                                 | Televisão                                                                     |
| Ano        | Título                                           | Papel                                     | Obs.                                                                          |
| ---------- | ------------------------------------------------ | ----------------------------------------- | ----------------------------------------------------------------------------- |
| 1977       | The CBS Festival of Lively Arts for Young People |                                           | Episódio: "Henry Winkler Meets William Shakespeare"                           |
| 1978       | The Great Wallendas                              | Dieter Schmidt                            | Filme para a TV                                                               |
| 1981       | Charlie and the Great Balloon Chase              | Joey                                      | Filme para a TV                                                               |
| 1981       | Nurse                                            | Dr. George Bradford                       | Episódio: "Margin for Error"                                                  |
| 1982       | The Neighborhood                                 |                                           | Filme para a TV                                                               |
| 1983       | Newhart                                          | Convidado                                 | Episódio: "Lady & the Tramps"                                                 |
| 1985       | Assaulted Nuts                                   | Diversos                                  |                                                                               |
| 1986       | The Equalizer                                    | Rick Dillon/Kevin Moore                   | Episódio: "Shades of Darkness"                                                |
| 1987       | Private Eye                                      | Charlie Fontana                           | Filme/piloto para a TV                                                        |
| 1987       | Tour of Duty                                     | Major Rigby                               | Episódio: "Dislocations"                                                      |
| 1987–1988  | Private Eye                                      | Tenente Charlie Fontana                   | 7 episódios                                                                   |
| 1988       | In the Heat of the Night                         | Ritchie Epman                             | Episódio: "Blind Spot" 1 & 2                                                  |
| 1988       | St. Elsewhere                                    |                                           | Episódio: "The Abby Singer Show"                                              |
| 1988       | Cadets                                           | Coronel Tom Sturdivant                    |                                                                               |
| 1988       | Dear John                                        | Ben                                       | Episódio: "The Younger Girl"                                                  |
| 1989       | Roseanne                                         | Dwight                                    | Episódio: "Dan's Birthday Bash" Episódio: "Saturday"                          |
| 1989       | Hooperman                                        | Lanny Hardin                              | Episódio: "Look Homeward, Dirtbag"                                            |
| 1989       | Unconquered                                      |                                           | Filme para a TV                                                               |
| 1989       | Murphy Brown                                     | Coronel Fitzpatrick                       | Episódio: "Off the Job Experience"                                            |
| 1989       | Hard Time on Planet Earth                        | Oficial Rollman                           | Episódio: "The Way Home"                                                      |
| 1989       | Gideon Oliver                                    | Franklin Finney                           | Episódio: "By the Waters of Babylon"                                          |
| 1989, 1994 | Tales from the Crypt                             | Niles Talbot The Grim Reaper              | Episódio: "The Man Who Was Death" Episódio: "The Assassin"                    |
| 1990       | The Face of Fear                                 | Anthony Prine                             | Filme para a TV                                                               |
| 1991       | Two-Fisted Tales                                 | Sr. Rush (apresentador)                   | Piloto para a TV                                                              |
| 1991       | The Last to Go                                   | Treat                                     | Filme para a TV                                                               |
| 1991       | Tagget                                           | Yuri Chelenkoff                           | TV-Movie                                                                      |
| 1993       | Night Driving                                    | Eddy                                      | Curta-metragem para a TV                                                      |
| 1993       | Jack Reed: Badge of Honor                        | Anatole                                   | Filme para a TV                                                               |
| 1994       | Bermuda Grace                                    | Sam Grace                                 | Filme para a TV                                                               |
| 1994       | Roadracers                                       | Sarge                                     | Filme para a TV                                                               |
| 1995       | The Omen                                         | Dr. Linus                                 | Piloto para a TV                                                              |
| 1995       | The Outer Limits                                 | Frank Hellner                             | Episódio: "Valerie 23"                                                        |
| 1996       | Poltergeist: The Legacy                          | Shamus Bloom                              | Episódio: The Fifth Sepulcher                                                 |
| 1998, 1999 | Star Trek: Deep Space Nine                       | Luther Sloan                              | Episódios: "Inquisition", "Inter Arma Enim Silent Leges" e "Extreme Measures" |
| 1999       | Witness Protection                               | Sharp                                     | Filme para a TV                                                               |
| 1999–2002  | Roswell                                          | Xerife Jim Valenti                        | 58 episódios                                                                  |
| 2003       | Ed                                               | Lee Leetch                                | Episódio: "The Case"                                                          |
| 2003       | Law & Order: Criminal Intent                     | Kyle Devlin                               | Episódio: "Graansha"                                                          |
| 2003       | Project Greenlight                               | Ele próprio                               |                                                                               |
| 2004       | Wonderfalls                                      | Darrin Tyler                              | 13 episódios                                                                  |
| 2004       | JAG                                              | Saul Wainwright                           | Episódio: "Retrial"                                                           |
| 2005       | Third Watch                                      | Scotty Murray                             | Episódio: "Forever Blue"                                                      |
| 2005       | Tru Calling                                      | Travis                                    | pt: Tru Calling - O Apelo Episódio: "Enough"                                  |
| 2005       | Law & Order: Trial by Jury                       | Paul Rice                                 | Episódio: "Blue Wall"                                                         |
| 2005       | Law & Order                                      | Kevin Drucker                             | Episódio: "Life Line"                                                         |
| 2006       | CSI: Crime Scene Investigation                   | Karl 'Red' Cooper                         | Episódio: "Killer"                                                            |
| 2006       | The Path to 9/11                                 | Neil Herman                               | Miniseries                                                                    |
| 2007       | Numb3rs                                          | J. Everett Tuttle                         | Episódio "Democracy"                                                          |
| 2007       | The Black Donnellys                              | Munst                                     | Episódio: "All of Us Are in the Gutter"                                       |
| 2007       | Jesse Stone: Sea Change                          | Gino Fish                                 | TV-Movie                                                                      |
| 2007       | Traveler                                         | Carlton Fog                               | 7 episodes                                                                    |
| 2008       | Medium                                           | John Edgemont                             | Episódio: "Girls Ain't Nothing But Trouble"                                   |
| 2008       | Fringe                                           | Doutor Sumner                             | Episódio: "The Equation"                                                      |
| 2009       | Jesse Stone: Thin Ice                            | Gino Fish                                 | Filme para a TV                                                               |
| 2009       | Jesse Stone: No Remorse                          | Gino Fish                                 | Filme para a TV                                                               |
| 2009       | Criminal Minds                                   | Ray Finnegan                              | pt: Mentes Criminosas Episódio: "Reckoner"                                    |
| 2010       | The Pacific                                      | Ten-Coronel Lewis 'Chesty' Burwell Puller | Minissérie                                                                    |